# Synagoga v Kolíně
Synagoga v Kolíně je bývalá modlitebna židovské obce v Kolíně ve Středočeském kraji. Nachází se ve dvoře domu čp. 157 v ulici Na Hradbách. V roce 1958 byla synagoga prohlášena národní kulturní památkou.  

## Popis

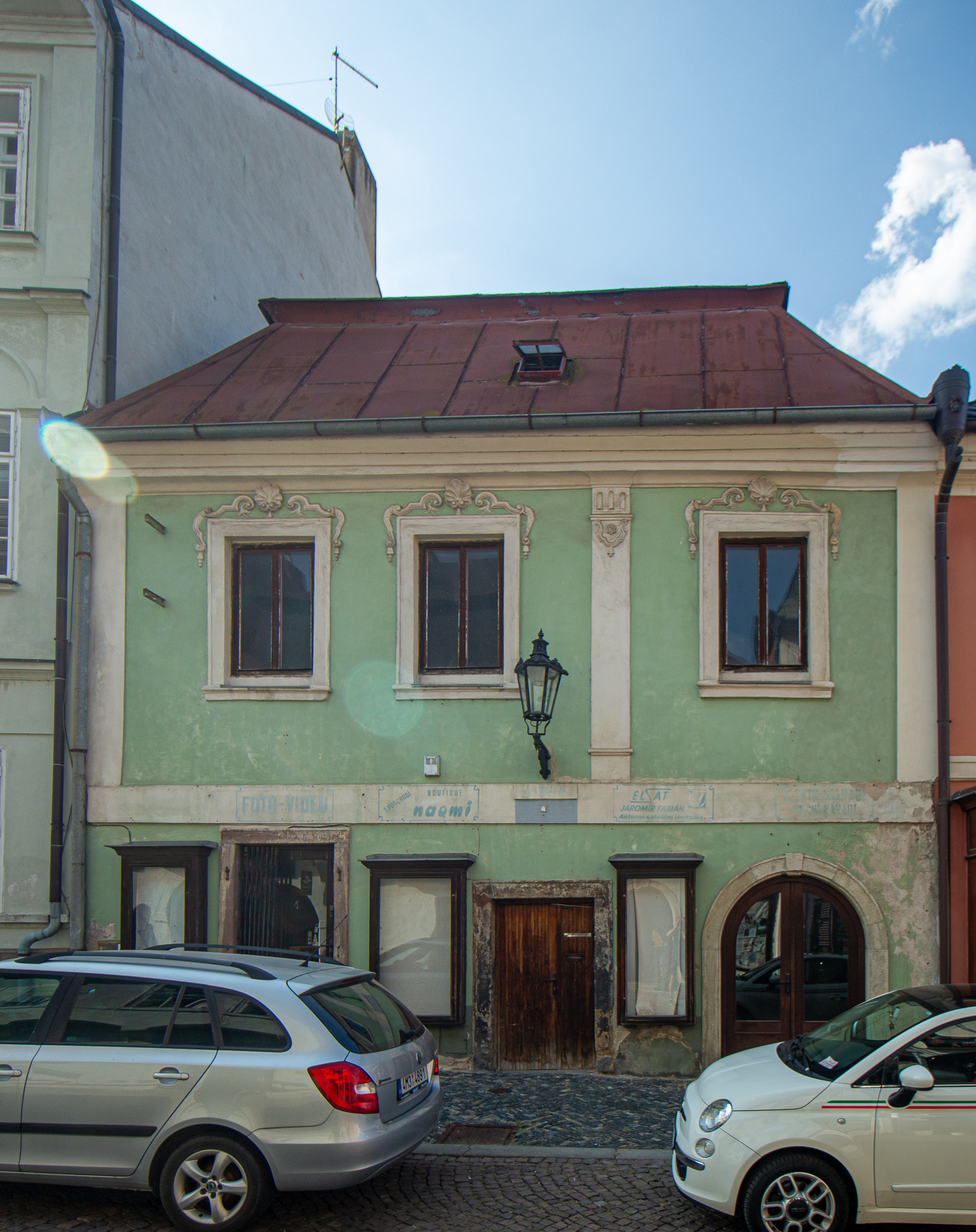
Rabínský dům u synagogy

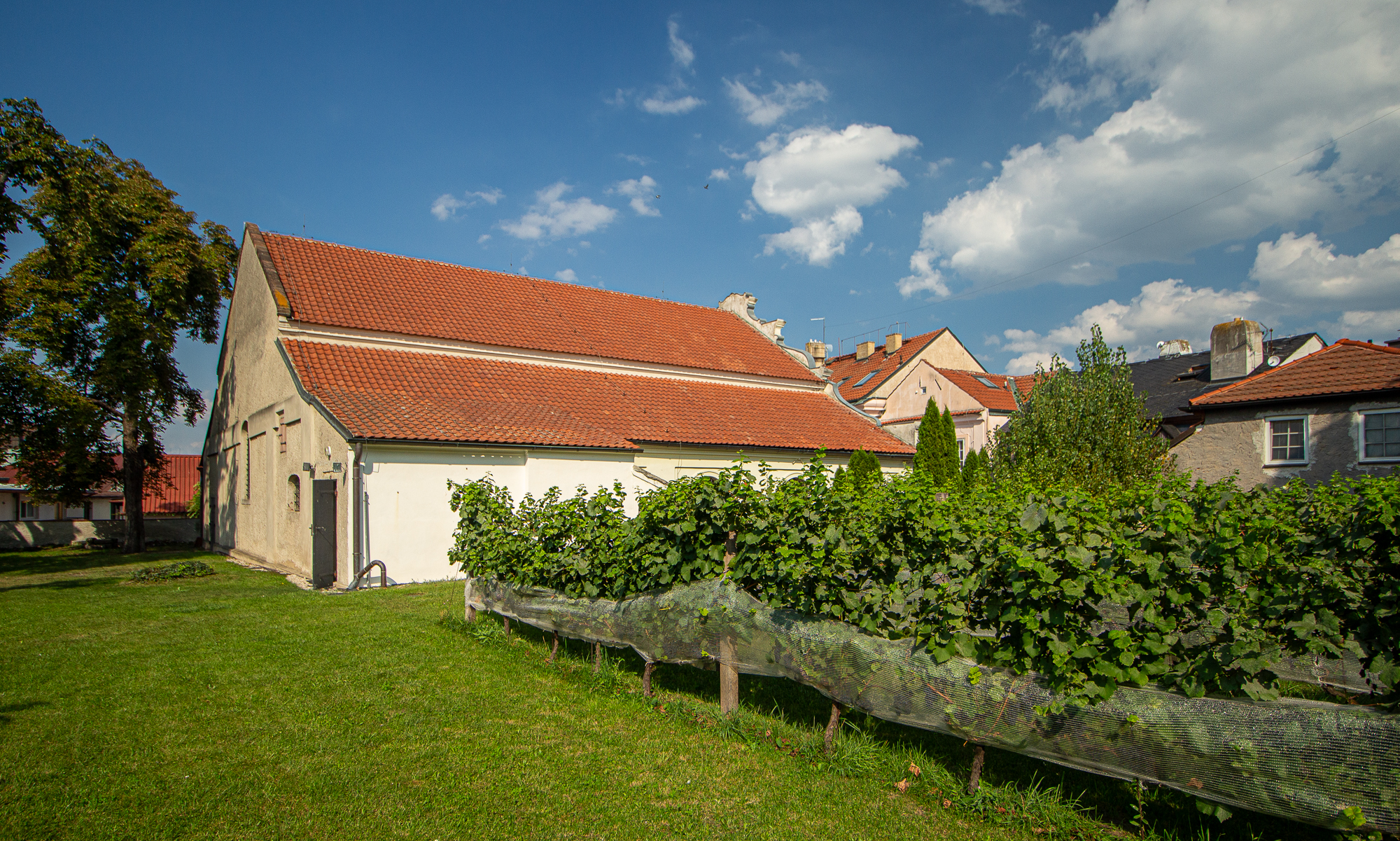
Vinohrad souznění za synagogou

Odsvěcená synagoga se nachází v ulici Na hradbách, která spolu s dnešní ulicí Karoliny Světlé tvořila Židovskou uličku (německy Judengasse), tedy v centru tehdejšího kolínského ghetta. Synagoga je umístěna ve vnitrobloku za třemi domy a z ulice není téměř vidět. Jedním z domů je bývalá židovská škola postavená na přelomu 14. a 15. století, později upravené na "Rabínský dům", č. 126.
Zachovala se v původní podobě – na raně barokním štítu je hebrejský nápis o založení stavby roku 1642 v místech, kde již před rokem 1587 stávala starší synagoga, a také o jejím dokončení v roce 1696. Přístup do budovy je průchodem bývalé židovské školy, která v současnosti slouží jako sídlo městského informačního centra.
V interiéru se dochovala klenba se štukovou dekorací, je zde umístěn barokní aron ha-kodeš asi z roku 1696 a pamětní deska obětem první světové války.

### Interiér
V centrální hale se postranní místnosti otevírají v půlkruhových arkádách, kam vede schodiště na ženskou galerii. Nad postranními místnostmi jsou samostatné šatní skříně pro ženy. se zachovalo Aron ha-kodeš (svatyně na svitky tóry) z konce 17. století. Nápis s věnováním je datován rokem 1696 a pochází od Samuela Oppenheimera z Vídně, strýce pražského vrchního rabína Davida Oppenheimera. Po stranách synagogy jsou fragmenty hebrejských nápisů. 
Hlavní sál má barokní klenbu s bohatou štukovou výzdobou z doby kolem roku 1700. Obsahuje reliéfní vyobrazení ovocných květů a vinné révy s hrozny, které v židovské symbolice představují synonymum moudrosti. Samotná vinná réva pak symbolizuje dvanáct izraelských kmenů. Nad jižní galerií jsou nápisy „Samt“, „Matan“, „Damast“ a „Atlas“ - zkratky pro jednotlivé žalmy, které Židé počítají mezi tzv. Ktuvim, tedy spisy, součást Tanachu.

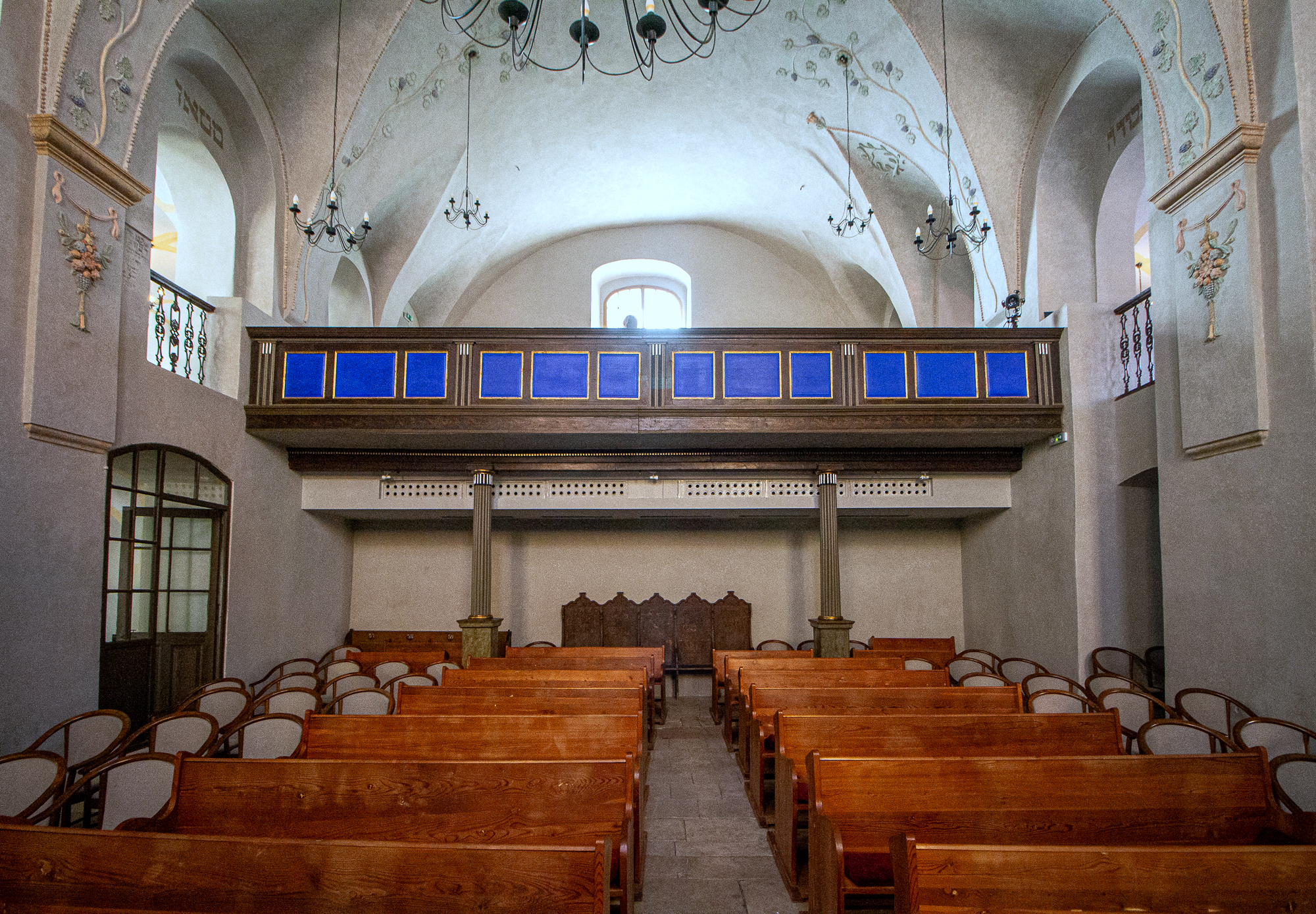
Západní strana s galerií

## Historie
Na přelomu 14. a 15. století byla na tomto místě postavena synagoga, v roce 1402 zmiňovaná jako dřevěná stavba. Zřejmě byla přestavěna nebo obnovena v roce 1422, jak je patrné z nápisu „Synagoga opravena v roce 1422“ na pamětním kameni zasazeném do východního průčelí. V první polovině 17. století byla poškozena požárem.    Po pražských synagogách se tak jedná nejstarší synagogou v Čechách i celém Česku a zároveň o největší synagogu postavenou do 18. století v Čechách a na Moravě.
V letech 1642 až 1696 byla na témže místě postavena nová budova synagogy v renesančním a raně barokním slohu, která byla v následujících letech ještě přestavěna a rozšířena. V roce 1721 byly přistavěny přístavby na západním konci a na obou stranách budovy, v roce 1815 došlo k rozšíření směrem k přilehlé městské hradbě a poslední drobné změny byly provedeny v letech 1844 až 1846.     
Ještě na počátku 19. století vedla z ulice Na hradbách malá ulička k synagoze, která byla v letech 1844–1846 uzavřena při výstavbě domu (čp. 157). Poté se do dvora se synagogou lze dostat pouze přes budovu školy.
K bohoslužbám se směla využívat do druhé světové války, kdy byla uzavřena a židovské obyvatelstvo deportováno. Během německé okupace sloužila synagoga v letech 1942 až 1945 jako sklad uniforem Wehrmachtu a SS.
Po druhé světové válce byla v Kolíně židovská obec obnovena a opět se zde konaly bohoslužby. Hlavní postavou zdejší obce byl rabín Richard Feder, po jeho odchodu však malá komunita ztratila zájem o bohoslužby, které se od roku 1953/55 již nekonaly. V roce 1955 převzal správu československý stát a většinu menších inventárních předmětů převzalo tehdejší státní Židovské muzeum v Praze.  V roce 1958 byla synagoga prohlášena národní kulturní památkou. Synagoga sloužila příležitostně také jako skladiště nebo depozitář pro muzeum. 

V letech 1990 až 2000 proběhla generální rekonstrukce.  Lustr a některé části zařízení interiéru jsou v současnosti umístěny v synagoze Temple Emmanuel v americkém Denveru. Od roku 1990 se objekt postupně restauruje a využívá pro kulturní účely.

Interiér synagogy, stěny se štukovou výzdobou
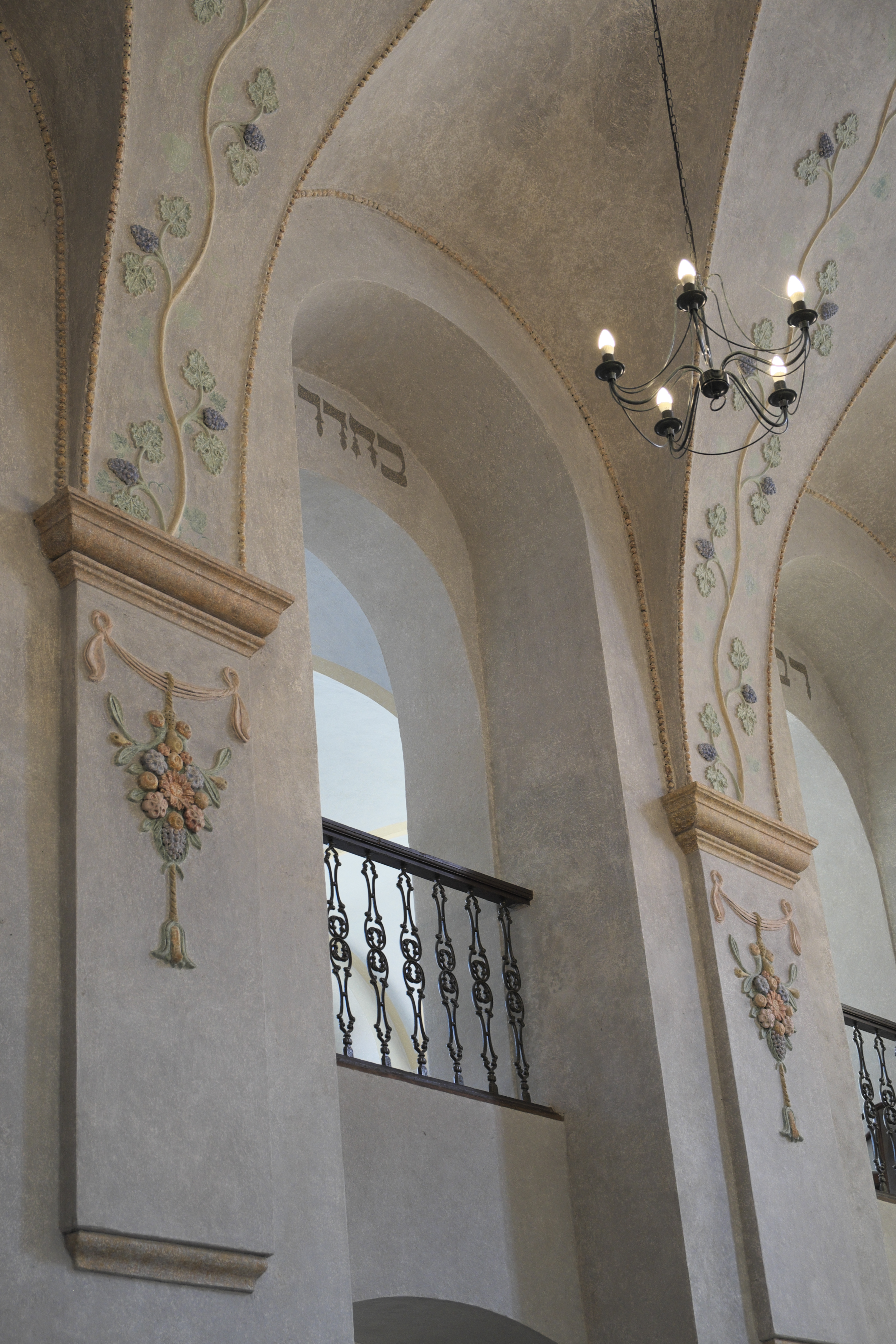
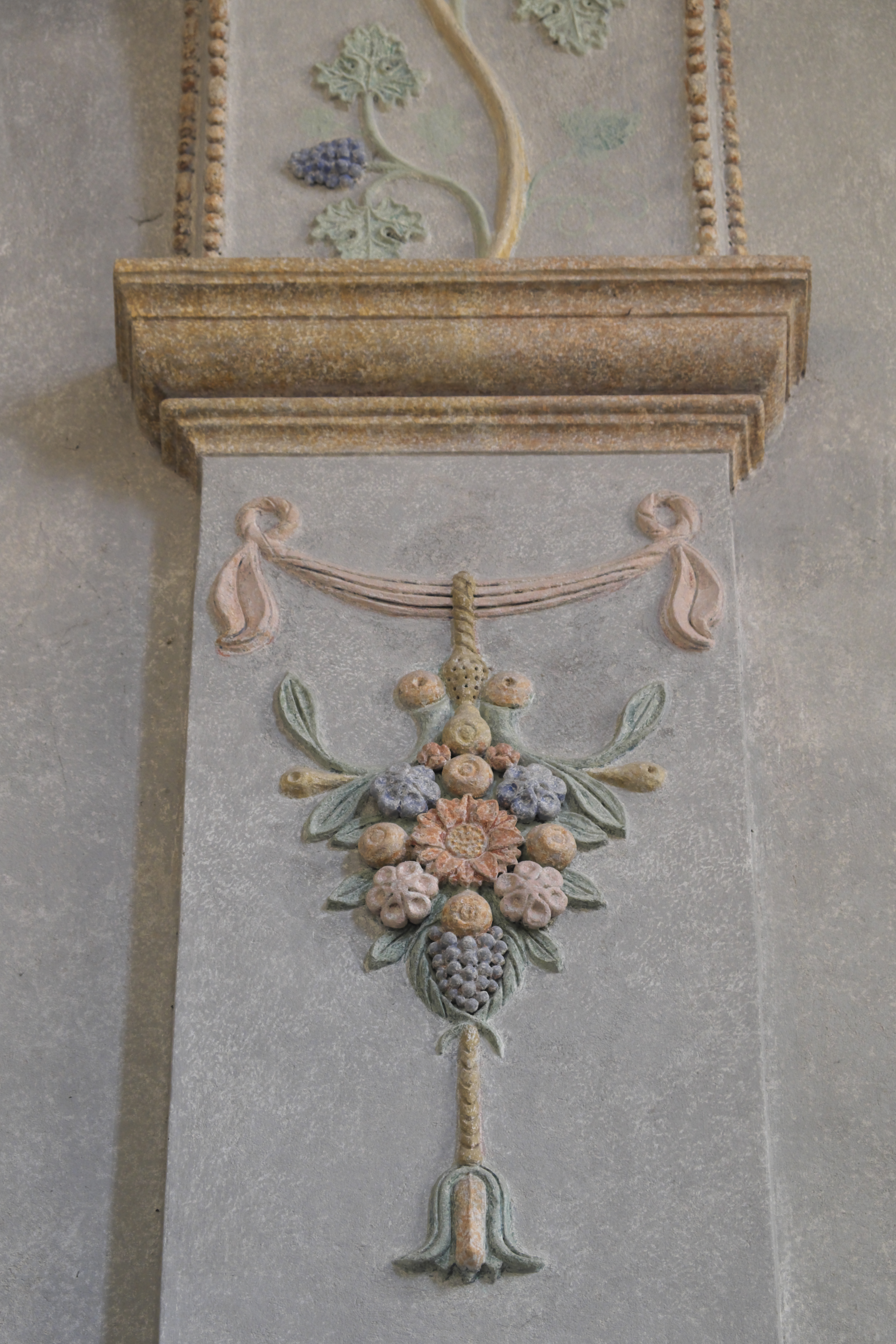
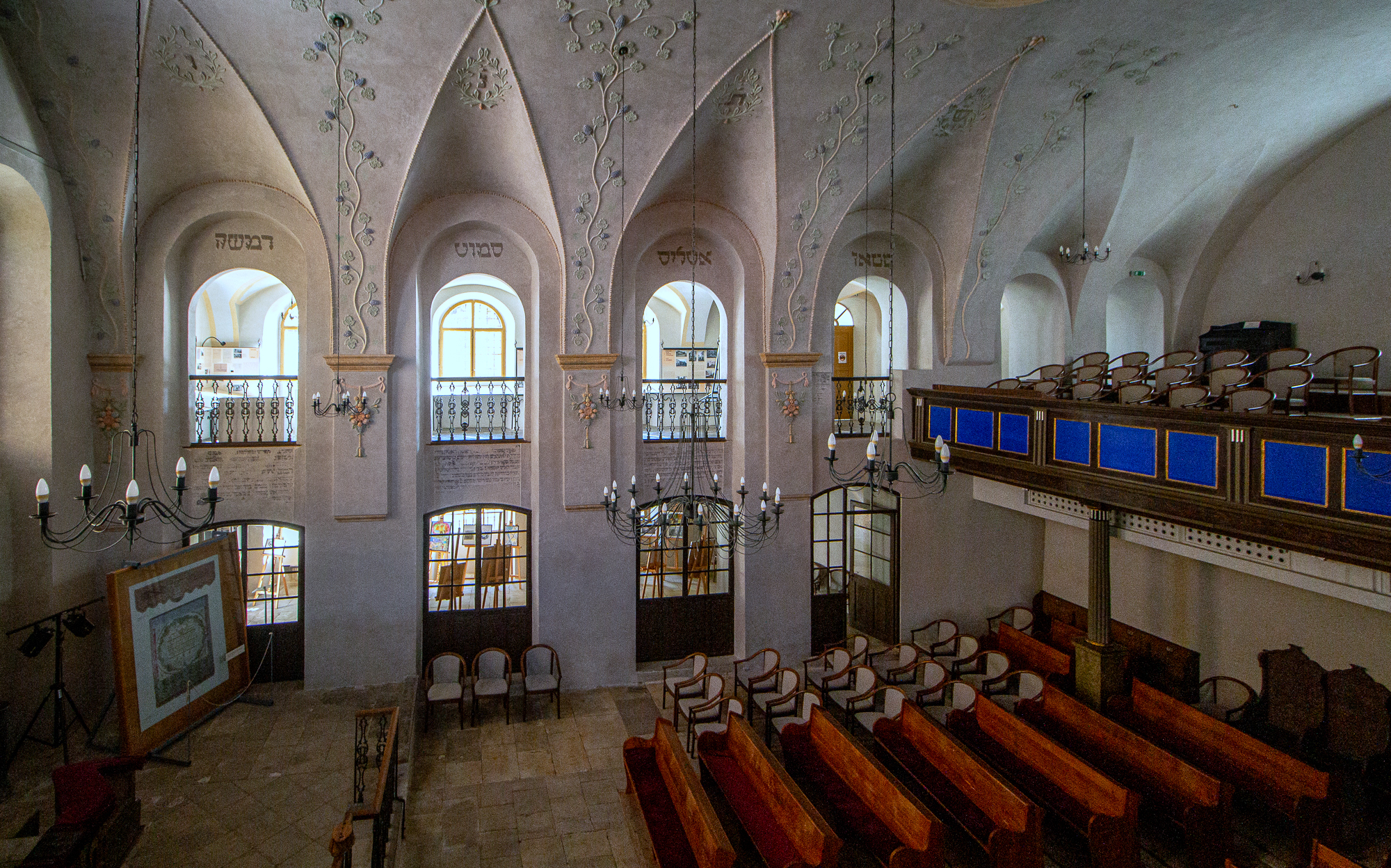